# Batalla de Grand Port
La batalla de Grand Port fue una batalla naval entre escuadrones de fragatas de la Armada Francesa y la Armada Real Británica. La batalla se libró del 20 al 27 de agosto de 1810 por la posesión del puerto de Grand Port en la Isla de Francia (ahora Isla de Mauricio) durante las guerras napoleónicas. El escuadrón británico de cuatro fragatas intentó bloquear el puerto para impedir su uso por los franceses a través de la captura de la fortificada Île de la Passe en su entrada. Esta posición fue tomada por un grupo de desembarco británico el 13 de agosto, y cuando un escuadrón francés bajo el mando del capitán Guy-Victor Duperré se acercó a la bahía nueve días después, el comandante británico, el capitán Samuel Pym, decidió atraerlos a las aguas costeras, donde sus números superiores podían enfrentarse a los barcos franceses.
Cuatro de los cinco barcos franceses lograron romper el bloqueo británico, refugiándose en el fondeadero protegido, al que únicamente se podía acceder a través de una serie de complicados arrecifes y bancos de arena que eran intransitables sin un experimentado piloto de puerto. Cuando Pym ordenó a sus fragatas que atacaran a los franceses anclados los días 22 y 23 de agosto, sus barcos quedaron atrapados en los estrechos canales de la bahía: dos estaban irremediablemente conectados a tierra; un tercero, superado en número por el escuadrón francés, fue derrotado; y un cuarto fue incapaz de cerrar dentro de una distancia de arma efectiva. Si bien los barcos franceses también sufrieron graves daños, la batalla fue un desastre para los británicos: un barco fue capturado después de sufrir daños irreparables, los barcos en tierra fueron incendiados para evitar su captura por parte de los grupos de abordaje franceses y el barco restante fue incautado.
La derrota británica fue la peor que sufrió la Marina Real durante toda la guerra, y dejó el océano Índico y sus convoyes comerciales vitales expuestos al ataque de las fragatas de Jacques Hamelín. En respuesta, las autoridades británicas intentaron reforzar el escuadrón en Île Bourbon bajo Josias Rowley al ordenar todos los barcos disponibles en la región, pero este refuerzo gradual dio lugar a una serie de acciones desesperadas, ya que los barcos británicos individuales fueron atacados por los escuadrones franceses más poderosos y seguros. En diciembre de 1810 se proyectó un refuerzo adecuado, con la provisión de un fuerte escuadrón de batalla bajo el mando del almirante Albemarle Bertie, que rápidamente invadió y sometió a la Isla de Francia.

## Antecedentes
A principios del siglo XIX, el océano Índico formaba parte esencial de la red de rutas comerciales que conectaban el Imperio británico. La Compañía Británica de las Indias Orientales, cargadas pesadamente, viajaron desde ciudades portuarias indias-británicas como Bombay y Calcuta al Reino Unido, cargando millones de libras en bienes. Desde Gran Bretaña, los barcos regresaron por las mismas rutas, a menudo llevando soldados para el creciente Ejército Indio Británico, y luego bajo el control de la Honorable Compañía de las Indias Orientales (HEIC). Tras el estallido de las guerras napoleónicas en 1803, el Almirantazgo británico había hecho de la seguridad de estas rutas una prioridad, y para 1807, las bases holandesas en el Cabo de Buena Esperanza y Java habían sido neutralizadas por las fuerzas expedicionarias para evitar su uso por parte de los asaltantes enemigos. Las posesiones francesas del océano Índico, principalmente la Isla Bonaparte y la Isla de Francia, eran objetivos más complicados, protegidos del ataque no únicamente por las grandes distancias involucradas en la preparación de un intento de invasión sino también por fortificaciones pesadas y una guarnición sustancial de soldados del ejército de Tierra Francés, aumentada por gran cantidad de milicias locales.
Los franceses habían reconocido la importancia de estas islas como bases para asaltar buques de guerra durante las guerras revolucionarias francesas (1793–1801), pero a finales de 1807 los únicos recursos navales asignados a la región eran unas pocas fragatas antiguas y un gran número de corsarios locales. Tras la reducción de estas fuerzas navales restantes en la Isla de Francia durante 1808, por derrota en la batalla y desarme debido a la edad y la indignidad, las autoridades navales francesas hicieron un serio intento de interrumpir el comercio británico en la región, ordenando a cinco grandes y modernas fragatas para navegar a la Isla de Francia bajo el mando de Jacques Hamelin. Cuatro de estos barcos rompieron el bloqueo británico de la costa francesa, llegando al océano Índico en la primavera de 1809, donde Hamelín los dispersó en la bahía de Bengala con órdenes de interceptar, atacar y capturar o destruir a los pesadamente armados pero extremadamente valiosos convoyes de las indias orientales. El primer éxito francés llegó a finales de la primavera, cuando la fragata Caroline atacó con éxito un convoy en la Acción del 31 de mayo de 1809, capturando dos barcos mercantes fuertemente cargados.
Al comandante Josias Rowley se le dio el mando de la respuesta británica al despliegue francés, una fuerza reunida apresuradamente compuesta principalmente por los barcos disponibles en el cabo de Buena Esperanza a principios de 1809. Ordenada para detener a los asaltantes franceses, Rowley no pudo extender su escuadrón limitado lo suficiente como para perseguir a las fragatas francesas itinerantes, en lugar de eso, utilizó sus fuerzas para bloquear y asaltar las islas francesas del océano Índico en previsión del regreso de Hamelín. En agosto de 1809, la fragata Caroline llegó con su botín a Saint-Paul en isla Bonaparte y Rowley decidió apoderarse de la fragata. Planificó una invasión exitosa de la ciudad, lanzada el 20 de septiembre de 1809, que resultó con la captura de las defensas del puerto y Caroline y su carga. Con sus objetivos completados, Rowley se retiró cinco días después. Casi un año después, Rowley regresó con un grupo de trabajo más grande e hizo un segunda invasión alrededor de la capital de la isla Bonaparte, Saint-Denis. Marchando hacia la sede del Gobierno, las tropas de Rowley superaron rápidamente las defensas y obligaron a la guarnición de la isla a rendirse, cambiando el nombre de la isla Île Bourbon e instalando un gobernador británico.
Hamelin había observado la preocupación británica con la isla Bonaparte para enviar fragatas adicionales al mar durante 1809 y principios de 1810, incluido su buque insignia Vénus , que capturó a tres buques de las Indias orientales en la Acción del 18 de noviembre de 1809, y Bellone, que tomó la fragata portuguesa Minerva en la bahía de Bengala unos días después. Minerva, renombrada como Minerve en manos francesas, participó posteriormente en la Acción del 3 de julio de 1810, cuando otros dos buques de las Indias orientales fueron capturados. El escuadrón en esta acción fue comandado por Guy-Victor Duperré con la fragata Bellone, cuyos barcos sufrieron daños tan graves que Duperré se vio obligado a pasar casi un mes reparando sus embarcaciones en las islas Comoras antes de que estuvieran listos para regresar a la isla de Francia.

### Operaciones en el Grand Port

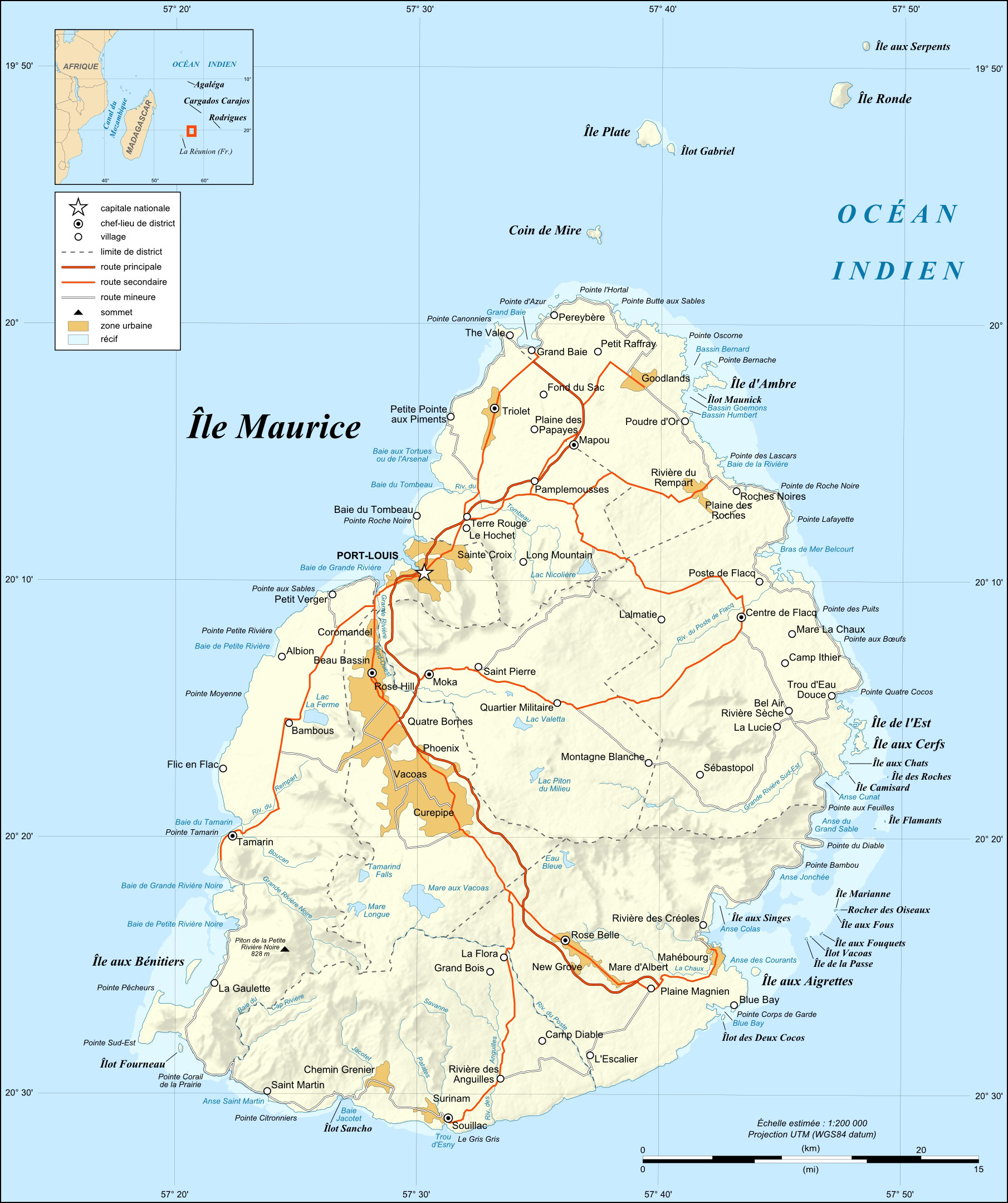
Un mapa moderno de la isla de Francia. Grand Port se encuentra en la costa sureste cerca de Mahébourg.

Con la Île Bourbon asegurada en julio de 1810, los británicos ahora ocupaban una gran base de islas fortificadas a poca distancia de la isla de Francia. Incluso antes de que la Île Bourbon estuviera completamente en manos británicas, Rowley había separado al HMS Sirius del escuadrón de invasión con órdenes de restablecer el bloqueo de la isla de Francia. Poco después, el capitán del Sirius, Samuel Pym, dirigió a sus hombres en una redada a un barco costero amarrado en el lado sur de la isla. Dos días después de esta operación exitosa, los refuerzos llegaron en forma de las fragatas HMS Iphigenia, HMS Nereide y el pequeño bergantín HMS Staunch. Nereide cargaba a cien soldados especialmente seleccionados de los Regimientos 69 y 33 y algunos artilleros de la guarnición de Madrás (India), para ser utilizados en las islas costeras de asalto y guarnición, comenzando con la isla de Passe en el Grand Port, un islote bien defendido que protege un puerto natural en la costa sureste. Estas islas fortificadas podían usarse para bloquear la entrada a los puertos de la isla de Francia y así atrapar al escuadrón de Hamelín.
Grand Port era un puerto natural fácilmente defendible porque la bahía estaba protegida del mar abierto por un gran arrecife de coral a través del cual serpenteaba un canal complicado, conocido únicamente por experimentados pilotos locales. La Ile de la Passe fue de vital importancia en el control de Grand Port porque contaba con una batería pesada que cubría la entrada al canal, controlando así el paso a la laguna interior protegida. Los británicos planearon usar las tropas en la fragata Nereide, bajo su capitán Nesbit Willoughby, para asaltar la isla de la Passe y capturar la batería. Willoughby entonces usaría un hombre local que servía en su barco llamado John Johnson —conocido en algunos textos como «el piloto negro»—, para conducir a través del canal y las tropas terrestres cerca de la ciudad, distribuyendo folletos que prometen libertad y prosperidad bajo el dominio británico en un intento de corroer la moral de los defensores.
El primer ataque en Île de la Passe se lanzó la noche del 10 de agosto, con barcos de remolque de Stunch que transportaban a más de cuatrocientos soldados, marines reales y marineros voluntarios a la isla a cubierto de la oscuridad, guiados por el piloto de la Nereide. Durante la noche el piloto se perdió; los barcos estaban dispersos por los fuertes vientos y no se habían vuelto a reunir al amanecer. Para distraer la atención francesa de los barcos a la deriva, Pym ordenó al capitán Henry Lambert del Ifigenia que navegara visiblemente fuera de Puerto Napoleón, donde se encontraba el cuerpo principal de la escuadra francesa, liderado por Hamelin en la Vénus. Pym se unió a Lambert más tarde en el mismo día y las fragatas regresaron posteriormente a las aguas de Grand Port por diferentes rutas, confundiendo a los observadores franceses de la costa en cuanto a las intenciones británicas. Para el 13 de agosto, los barcos originalmente destinados al ataque todavía no habían sido ensamblados y Pym decidió que no podía arriesgarse a esperar más sin que los franceses lanzaran un contraataque. Lanzando sus propios botes a las 8:00 p. m., guiado por el piloto y comandado por el segundo al mando de Pym, el teniente Norman, los marines y marineros aterrizaron en la isla en la oscuridad, bajo el fuerte fuego de los defensores. Norman murió en el intercambio inicial de disparos, pero su oficial, el teniente Watling, se apoderó de la isla asaltando las fortificaciones que rodeaban la batería. Siete efectivos británicos murieron y dieciocho resultaron heridos en la batalla, en la que el grupo de asalto logró apoderarse de los libros intactos de códigos navales franceses y tomó ochenta prisioneros. Willoughby estaba furioso porque Pym había asumido el mando de la operación sin su permiso y los oficiales intercambiaron cartas de enojo, parte de un desacuerdo continuo entre ellos que generó desconfianza mutua.
Con la Île de la Passe segura, Pym le dio el mando del bloqueo de Grand Port a Willoughby y regresó a su estación en Port Napoleon con la fragata Iphigenia. Willoughby utilizó su posición independiente para atacar la costa, aterrizando en Pointe du Diable el 17 de agosto en el extremo norte de Grand Port con ciento setenta hombres y asaltando el fuerte allí, destruyendo diez cañones y capturando otro. Marchando hacia el sur, hacia la propia ciudad de Grand Port, los hombres de Willoughby combatieron los contraataques franceses y distribuyeron panfletos de propaganda en las granjas y aldeas por donde pasaban; volvió a embarcar sus tropas en la noche, pero al día siguiente fue a Grande Rivière para observar los efectos de sus esfuerzos. Al quemar una estación de señales, Willoughby avanzó hacia el interior, pero fue verificado por la llegada de ochocientos refuerzos franceses desde Port Napoleón y regresó al HMS Nereide. La breve expedición costó a los británicos dos hombres heridos y uno desaparecido, y a las bajas francesas de al menos diez muertos o heridos. Willoughby siguió el ataque a Grande Rivière con desembarques menores sin oposición los días 19 y 20 de agosto.

### Llegada de Duperré
El asalto de Willoughby se interrumpió a las 10:00 a. m. del 20 de agosto cuando se avistaron cinco barcos, que se aproximaban rápidamente desde el sureste. Estas naves eran el escuadrón de Guy-Victor Duperré que constaba de la Bellone, la Minerve, la corbeta Victor y los indiaman (buques mercantes armados) Windham y Ceylón capturados cuansdo regresaban de las Islas Comoras. Después de un mes de reparaciones en Anjouan, Duperré había navegado a la Isla de Francia sin encontrar ninguna oposición en su paso de regreso, y tenía la intención de entrar en Grand Port a través del canal protegido por la Isla de la Passe. Duperré no estaba al tanto de la ocupación británica de la isla, y Willoughby tenía la intención de atraer al escuadrón francés al canal ocultando la presencia británica en el puerto. Una vez allí, esperaba derrotarlos o dañarlos tan severamente que no podrían escapar sin ayuda, aislando así al escuadrón de Duperré de la fuerza de Hamelín en Port Napoleon y conteniendo a los franceses en puertos separados para evitar que se concentraran contra los escuadrones de bloqueo británico. Willoughby llevó a la Nereide cerca de Île de la Passe para combinar su fuego y proteger sus barcos, que llevaban a 160 hombres embarcados en la fragata desde una redada cerca de Grand Port esa mañana.

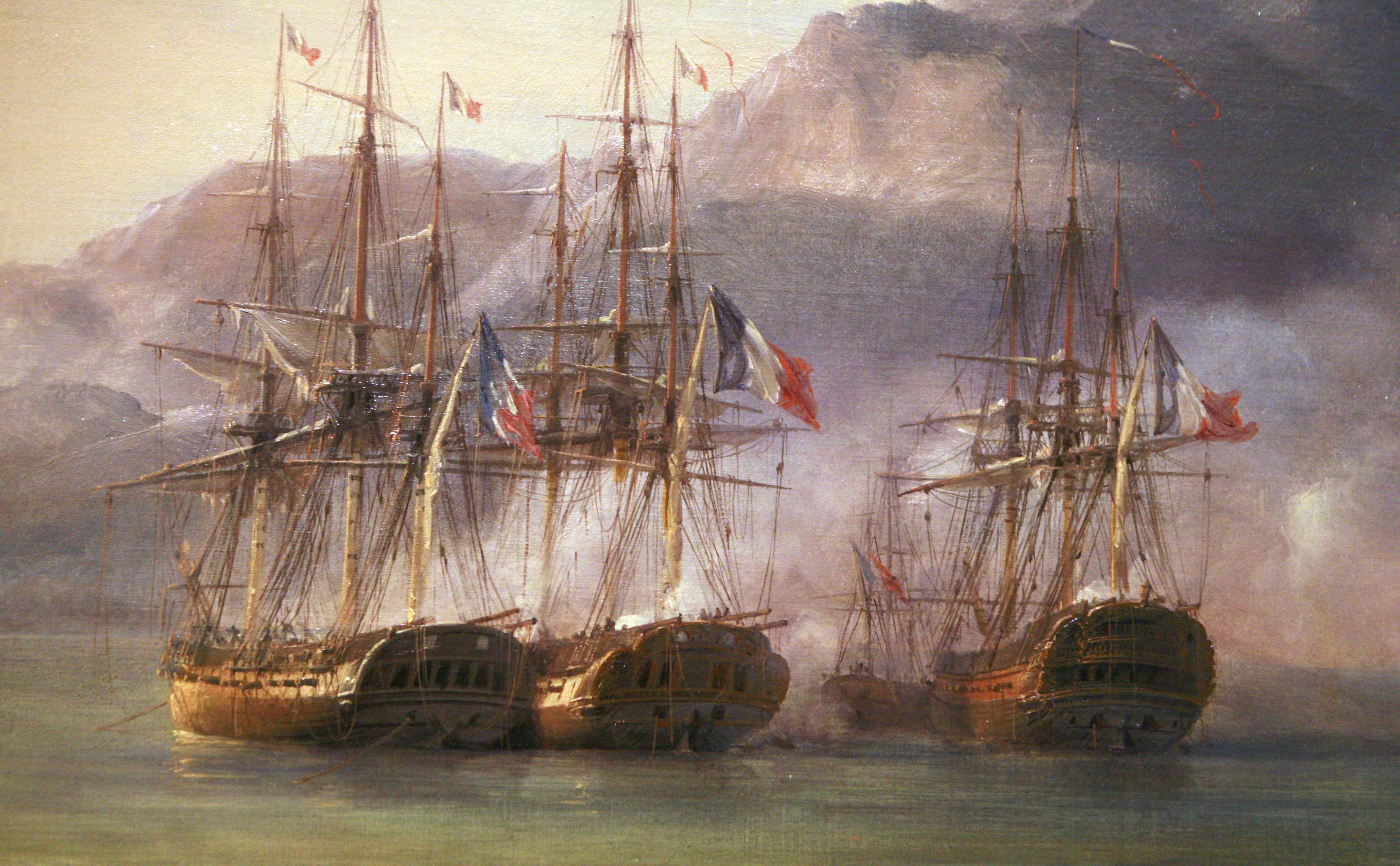
El escuadrón francés en el gran puerto. De izquierda a derecha:: Bellone, Minerve, Victor con Ceylon, detalle del Combat de Grand Port, por Pierre-Julien Gilbert.

Levantando un tricolor francés sobre Île de la Passe y en el Nereide, Willoughby transmitió el código francés «L'ennemi croise au Coin de Mire »: el enemigo está navegando en Coin de Mire,— una roca frente a la costa norte de la Isla de Francia—, y Duperré contestó con un acuse de recibo por parte de Duperré. El uso de estas señales convenció a Duperré, sobre las objeciones del capitán Pierre Bouvet de la Minerve, de que en el HMSNereide se encontraba el soldado Robert Surcouf, que se esperaba su llegada de Francia. El escuadrón francés llegó al puerto durante la mañana, y Victor entró al canal debajo de Île de la Passe a la 13:40 p. m. Cuando Victor pasó junto el HMSNereide el buque y desde el fuerte Willoughby abrieron fuego contra la corbeta, el teniente Nicolas Morice sw acogió a la rendición superado en número después de la primera descarga. Willoughby envió botes para intentar tomar posesión de Víctor , pero no pudieron llegar al barco. Detrás de las corbetas, la Minerve y Ceylón entraron en el canal e indicaron a Morice que los siguiera, intercambiando fuego con el fuerte. Cuando Morice volvió a levantar sus colores y siguió a la Minerve, una gran explosión explotó en la Île de la Passe, donde la bandera francesa se encendió en un fuego cuando fue bajada y prendió fuego a una pila de cartuchos cercana, que explotó en los confines del fuerte. Tres hombres murieron y 12 quemados gravemente, seis cañones fueron desmontados y uno descargado inesperadamente, matando a un marinero británico en un bote que intentaba abordar la corbeta Víctor. Con el fuerte fuera de acción y un número significativo de su tripulación dispersos en pequeños botes en el canal, el HMSNereide solo no pudo bloquear la entrada francesa a Grand Port.
Con el plan de emboscada de Willoughby arruinado, los barcos dispersos intentaron reunirse con el HMS Nereide, pasando directamente a través del escuadrón francés. Aunque varios barcos corrían peligro de ser atropellados por los barcos franceses y uno incluso chocó junto a la Minerve, todos finalmente se pusieron a salvo en el HMSNereide a salvo. La oportunidad de causar un daño significativo a los franceses en el estrecho canal se había perdido, con Bellone uniéndose al escuadrón al pasar por el canal con mínima resistencia. Además de las pérdidas británicas en la explosión en el fuerte, dos hombres habían muerto y un herido en HMSNereide. Las pérdidas francesas fueron más severas, Minerve sufrió 23 bajas y Ceylón ocho. Cuando ambas partes reconocieron que era inevitable una mayor acción, Willoughby envió un bote al Sirius solicitando asistencia adicional y Duperré envió un mensaje por tierra con el teniente Morice, solicitando el apoyo del escuadrón de Hamelín —Morice cayó de su caballo durante la misión y resultó gravemente herido—. El mando de Victor pasó a Henri Moisson. Por la tarde, Willoughby utilizó morteros en la Île de la Passe para bombardear el escuadrón francés, obligando a Duperré a retirarse al puerto poco profundo de Grand Port y Willoughby posteriormente envió a los oficiales al Grand Port el 21 de agosto bajo una bandera de tregua, exigiendo la devolución de la corbeta Víctor, ya que, insistió, se había rendido y, por lo tanto, debería ser entregada al escuadrón de bloqueo como premio. Duperré se negó a considerar la solicitud. Un barco francés no había podido entrar en el canal de Grand Port: el capturado era un barco mercante Indiaman Windham. A principios del 21 de agosto, su comandante francés intentó refugiarse en Rivière Noire. Desde el Sirius se vio el barco mercante debajo de las baterías y se envió dos botes que aborrdaron el barco y lo capturaron sin una sola víctima, a pesar de que el grupo de abordaje se había olvidado de llevar armas y únicamente tenía una camilla de madera.

## Batalla

Plano de la batalla. En azul los barcos franceses, y en rojo los británicos.

Por los prisioneros capturados del Windham, Pym se enteró de la naturaleza y la situación del escuadrón de Duperré y envió órdenes a Port Napoleón con el capitán Lucius Curtis en el recién llegado HMSMagicienne para el HMSIfigenia y unirse al HMSSirius y HMSNereide en el Grand Port. El Sirius y el Nereide se encontraron en la mañana del 22 de agosto, Willoughby dio la bienvenida a Pym con señales que describían a un «enemigo de fuerza inferior». Aunque el escuadrón de Duperré era técnicamente más débil que las cuatro fragatas británicas combinadas, la señal de Willoughby era engañosa ya que los franceses habían formado una línea de batalla en forma de media luna en la bahía y podía cubrir la boca del canal a través de lo cual los barcos británicos únicamente podían pasar de uno en uno. Duperré también anticipó la llegada de refuerzos de Port Napoleón bajo el mando del gobernador Charles Decaen en cualquier momento y podría solicitar el apoyo de soldados y baterías de armas en tierra. Además, los lanzamientos franceses habían movido las boyas que marcaban el canal a través del arrecife de coral para dificultar cualquier avance británico.

### Ataque británico
El 22 de agosto, a las 2:40 p. m., Pym dirigió un ataque al escuadrón de Duperré sin esperar a Iphigenia y Magicienne , entrando en el canal que conducía al anclaje en Grand Port. Fue seguido por Nereide, pero Willoughby se había negado a permitir que Pym embarcara al práctico del puerto: la única persona en el escuadrón británico que conocía el paso a través de los arrecifes. Sin la guía de un piloto experimentado, Sirius encalló en cuestión de minutos y no pudo ser retirado hasta las 8:30 a. m. del 23 de agosto. Nereide permaneció anclado cerca durante la noche para proteger el buque insignia. A las 10:00 a. m., Ifigenia y Magiciennellegaron, y a las 2:40 p. m., después de una conferencia entre los capitanes sobre el mejor curso de acción, la fuerza intentó nuevamente negociar el canal. Aunque el escuadrón ahora estaba guiado por el piloto del Nereide, el Sirius se puso a tierra a las 3:00 p. m. y Magicienne 15 minutos más tarde, después de una corrección excesiva para evitar el arrecife, ya que el Sirius había golpeado. Nereide e Ifigenia continuaron el ataque, Ifigenia se enfrentó a Minerve y Ceylón a corta distancia y Nereide atacó a Bellone. Fuego de largo alcance de Magicienne también  estaba dirigido a Víctor, que a su vez disparaba sobre Nereide.
A los pocos minutos del ataque británico, la Ceylón se rindió y los botes de la Magicienne lo buscaron pero no pudieron tomar posesión de ella. La tripulación francesa condujo al buque mercante capturado de Indiaman capturado en tierra, se unió poco después con Minerve, Bellone y más tarde por Victor, de modo que a las 6:30 p. m. toda la fuerza francesa estaba castigada y todos excepto Bellone impedidos para disparar por sus costados principales, por barcos varados que bloqueaban su arco de fuego. Bellone estaba en una posición ideal para mantener su fuego contra Nereide desde su posición en la playa, y a las 7:00 p. m. un cañón disparó a la Nereide y cortó el cable de anclaje de popa. La fragata británica giró en redondo, presentando su popa a la Bellone y apartando ambos lados de la escuadra francesa. Tocado por la Bellone y desesperado por devolver el fuego, Willoughby se cortó el cable del ancla de proa trayendo una parte del costado de estribor de su barco para la Bellone. A las 8:00 p. m., Duperré fue gravemente herido en la mejilla por metralla de un disparo realizado desde la  Nereide ; el alférez Vigoureux ocultó su cuerpo inconsciente bajo una bandera de señales y lo llevó discretamente a la cubierta mientras Bouvet asumía el mando del escuadrón francés a bordo de la Bellone, colocando al teniente Albin Roussin a cargo de la Minerve.  Al construir un puente improvisado entre los barcos franceses y la costa, Bouvet aumentó los hombres y las municiones que alcanzaron a la Bellone y, por lo tanto, aumentó significativamente su índice de disparos. También se retiró la barandilla entre la cubierta delantera y el puente de la Minerve, y se clavaron ganchos de hierro en el francobordo debajo de la pasarela de estribor para proporcionar puntos de sujeción para armas adicionales, construyendo así una segunda cubierta continua en su fragata, donde constituía una segunda batería completa. A las 10:0O p. m. la fragata Nereide naufragó, recibió disparos desde varios lados, con la mayoría de sus armas desmontadas y las bajas ascendieron a más de 200: el primer teniente se estaba muriendo, el segundo estaba gravemente herido y el ojo izquierdo de Willoughby había sido desalojado de su cuenca por una astilla de madera.  Reconociendo su maltrecho estado, Bouvet desvió el fuego de la Nereide para concentrarse en Magicienne.
Al negarse a rendirse hasta que todas las opciones se hubieran agotado, Willoughby envió botes al Sirius, preguntándole a Pym si creía que sería práctico enviar botes para remolcar a la Nereide fuera del alcance. Pym respondió que con los barcos que intentaban arrastrar al Sirius y Magicienne fuera del arrecife, no era posible desplegarlos bajo fuego para remolcar a la Nereide. Pym también sugirió que Willoughby desembarcara a sus hombres y prendiera fuego a su barco con la esperanza de que las llamas se extiendan a los barcos franceses agrupados en la costa. Willoughby rechazó esta sugerencia ya que no era práctico desembarcar a docenas de hombres heridos a bordo del Nereide en la creciente oscuridad y se negó a abandonar personalmente a sus hombres cuando Pym le ordenó que se trasladara al Sirius. A las 11:00 p. m., Willoughby ordenó un bote para remar hacia la Bellone y notificar al comandante francés que se había rendido. El bote de Willoughby había sido tocado por un disparo y no pudo hacer el corto viaje. En cambio, el mensaje fue transmitido por prisioneros franceses de la Nereide que se lanzaron por la borda y llegaron a la costa durante la noche. Recordando las falsas banderas usadas el 20 de agosto, Bouvet decidió esperar hasta la mañana antes de aceptar la rendición.

### Intento de retirada
A la 1:50 a. m. del 24 de agosto, Bellone dejó de disparar contra el destrozado Nereide . Durante las horas restantes de oscuridad, Pym continuó sus esfuerzos para desalojar a Sirius del arrecife y envió órdenes a Lambert, cuya Ifigenia había sido bloqueada para disparar a los franceses por Nereide y también evitó que persiguiera la Minerve por un gran arrecife que bloquea el acceso al playa.  Con Ifigenia ahora Becalmed en las aguas costeras, Pym instruyó a Lambert para iniciar la movilización de su barco fuera del puerto, utilizando anclajes unidos al cabrestante para arrastrar el barco lentamente a través del agua poco profunda. Magicienne, al igual que Ifigenia, había quedado varada fuera del alcance de los barcos franceses varados y, por lo tanto, había dirigido su fuego contra una batería erigida en la costa, que había destruido a las 2:00 a. m. Cuando llegó la luz del día, mostró una escena de gran confusión, con Sirius y Magicienne en tierra en los accesos al puerto, los barcos franceses «en la orilla amontonados» en palabras de Pym, Iphigenia se alejó lentamente de la escuadra francesa y el Nereide Roto y maltratado bajo las armas de Bellone y una bandera de la Unión clavada en su cabecera. Esta bandera provocó una nueva ráfaga de  disparos de cañón por parte de Bouvet, y no fue hasta que Willoughby ordenó que se cortara el mástil que los franceses reconocieron la rendición y dejaron de disparar.
A las 7:00 a. m., Lambert notificó a Pym que había limpiado el arrecife que separaba a Ifigenia de los barcos franceses y sugirió que si Pym enviaba refuerzos de Sirius , podría abordar y capturar a todo el escuadrón francés. Pym rechazó el permiso e insistió en que Lambert ayudara a sacar a Sirius del arrecife. Aunque Lambert intentó atacar posteriormente a los franceses solo, Pym lo prohibió y envió una orden directa para que Lambert se moviera fuera del alcance del enemigo. A las 10:00 a. m., Ifigenia llegó al Sirius y, juntos, los barcos comenzaron a disparar contra las tropas francesas en tierra, que intentaban levantar una batería de armas dentro del alcance de las fragatas. Magicienne, irremediablemente atrapada en el arrecife, se inundó rápidamente y con su cabrestante aplastado por el tiro francés, ahora sufrió la mayor parte del fuego francés de largo alcance tanto desde Bellone como desde la costa hasta que Pym le ordenó a Curtis que abandonara su barco, trasladando a sus hombres a bordo del Ifigenia. A las 7:30 p. m., Magicienne fue incendiada, su almacén de artillería explotó a las 11:00 p. m. En el litoral, Duperré no había podido evitar que ningún hombre tomara posesión de Nereide hasta las 3:00 p. m. Un destacamento bajo el teniente Roussin, segundo al mando de Victor y temporalmente al mando de Minerve, fue enviado, pero recibió órdenes de regresar una vez que se desarmó el barco: liberando a los prisioneros franceses restantes, Roussin disparó las pistolas para evitar su uso posterior, administró atención médica básica y regresó a la costa, contando que más de 100 hombres yacían muertos o muriéndose a bordo de la fragata británica.
A las 4:00 a. m. del 25 de agosto, la batería de armas francesa recién erigida abrió fuego contra Sirius e Ifigenia, que devolvieron el fuego lo mejor que pudieron. Aceptando que Sirius estaba más allá de la reparación, Pym retiró todo su personal y suministros militares, incendiando la fragata a las 9:00 a. m., poco después de que Ifigenia se hubiera alejado del alcance de la batería, usando un cañón como ancla después de perder el suyo el día antes. Los barcos franceses intentaron alcanzar a Sirius y capturarla antes de que explotara, aunque se dieron la vuelta cuando Pym lanzó sus propios barcos para disputar la posesión del naufragio. Las municiones restantes de la fragata explotaron a las 11:00 a. m. Durante la mañana, Duperré envió un embarque oficial a bordo de Nereide  mojadas las cubiertas para evitar cualquier riesgo de incendio por los barcos que ardían en el puerto y retiró 75 cadáveres de la fragata.

### Francia responde
Cuando las noticias de la llegada del escuadrón de Duperré llegaron a Decaen en Port Napoleón, inmediatamente se despacharon mensajeros rápidos a Grand Port y ordenó al escuadrón de Hamelín, formado por las fragatas Vénus, Manche, Astrée y el bergantín Entreprenant, para prepararse para navegar en apoyo de Duperré. Hamelín partió de Port Napoleón a medianoche del 21 de agosto, con la intención de navegar hacia el noreste y luego hacia el sur, por la costa este de la isla. El 23 de agosto, el escuadrón de Hamelín descubrió y capturó un barco de transporte británico llamado Ranger, enviado 24 días antes desde el Cabo de Buena Esperanza con 300 toneladas de alimentos y amplias tiendas navales para Rowley en la Isla Bourbon. Al redondear los promontorios del norte de la Isla de Francia, Hamelín descubrió que no podía avanzar en contra de los vientos en contra y en dirección contraria, pasando la costa occidental de la isla y llegando a Grand Port a la 1:00 p. m. del 27 de agosto.
Los dos días adicionales que Hamelín había pasado redondeando la Isla de Francia vieron actividad de las fuerzas británicas que permanecían en Grand Port. No hubo vientos fuertes en la bahía e Ifigenia se vio obligada a recurrir a la curvatura lenta hacia la boca del canal con la esperanza de escapar de los refuerzos franceses que se aproximaban. Los botes habían trasladado a las tripulaciones de Sirius y Magicienne a Île de la Passe, donde se habían resguardado en las fortificaciones, pero los suministros se estaban agotando además de la botadura del Magicienne, se envió a la Isla Bourbon para solicitar un refuerzo urgente y reabastecimiento del escuadrón restante de Rowley. En la mañana del 27 de agosto, Lambert descubrió al bergantín Entreprenant. Fuera de la desembocadura del puerto y tres velas francesas acercándose en la distancia. Iphigenia todavía estaba a 1.2 kilómetros ( 3 ⁄ 4  mi) de la Île de Passe en el borde de la laguna y tenía pocos disparos e incapaz de maniobrar en un clima tranquilo sin anclas. Reconociendo que la resistencia en tales condiciones contra una fuerza abrumadora era inútil, Lambert negoció con Hamelín, ofreciéndose a entregar la Île de la Passe si al Ifigenia y los hombres de la isla se les daba permiso para navegar a Isla Bourbon sin ser molestados.

### Rendición británica
En la mañana del 28 de agosto, Lambert recibió un mensaje de Hamelin, con la promesa de liberar a todos los prisioneros en condiciones de libertad condicional dentro de un mes si Île de la Passe junto con Ifigenia ambos se rendían sin resistencia. El mensaje también amenazó con que si Lambert se negaba, los franceses atacarían y aplastarían a la fuerza británica que superaba en número. Al reconocer que los suministros de alimentos eran bajos, los refuerzos no habían llegado y que sus almacenes de municiones estaban casi vacíos, Lambert aceptó los términos. Más tarde, Lambert recibió un mensaje de Decaen en el que proponía términos similares y notificó al gobernador francés que se había rendido a Hamelín. Decaen estaba furioso de que Hamelin hubiera aceptado los términos sin consultarlo, pero finalmente aceptó los términos de la rendición también. Los heridos fueron atendidos por médicos franceses en Grand Port y luego repatriados, aunque el resto de los prisioneros fueron colocados en una prisión estrecha y desagradable en Port Napoleon de la cual, a pesar de los términos de la rendición, no fueron puestos en libertad hasta el Reino Unido. Las fuerzas capturaron la isla en diciembre.
Rowley se enteró de las operaciones en Grand Port el 22 de agosto, cuando Windham llegó a Saint Paul. Ansioso por apoyar el ataque de Pym, Rowley zarpó de inmediato en su fragata HMSBoadicea, con el transporte Bombay seguido por dos compañías del  86th (Royal County Down) Regiment of Foot(regimiento de infantería) para proporcionar una guarnición en cualquier territorio incautado en la operación. Los vientos en contra fueron fuertes y no fue hasta el 29 de agosto que Rowley llegó a Grand Port, después de haber sido notificada de la situación por la botadura del Magicienne el día anterior. Al ver un grupo de fragatas alrededor de Île de la Passe, Rowley giró bruscamente, cuando Vénus y Manche levantaron sus colores y dieron a la persecución. Rowley en repetidas ocasiones hizo un amago hacia los barcos franceses y luego se alejó, con la esperanza de alejarlos de Grand Port y también de que Bombay pudiera abordar a Ifigenia ahora desprotegida y capturarla. Bombay se vio frustrada por la reaparición de Astrée y Entreprenant y Rowley fue perseguido por Venus y Manche de regreso a Saint Denis, que ancló allí el 30 de agosto. Rowley intentó una segunda vez rescatar Iphigenia desde Grand Port la semana siguiente, pero cuando regresó, Bellone y Minerve habían sido reenfilados y la fuerza francesa era demasiado fuerte para que el buque insignia de Rowley pudiera atacar sin ayuda.

## Consecuencias
La batalla está considerada como la derrota más significativa para la Royal Navy durante las Guerras Napoleónicas. No únicamente se habían perdido cuatro fragatas con sus tripulaciones completas, sino que 105 marineros experimentados habían muerto y 168 heridos en uno de los encuentros de fragatas más sangrientos de la guerra. Las pérdidas francesas también fueron fuertes, con Duperré reportando 36 muertos y 112 heridos en su escuadrón y entre los soldados que dispararon desde la costa.
La pérdida de una proporción tan grande de su fuerza colocó a Rowley en una desventaja significativa en septiembre de 1810, ya que el escuadrón de Hamelín, reforzado por el recién comisionado Iphigénie , ahora superaba sustancialmente a los suyos —el Néréide en ruinas también estaba vinculado al escuadrón francés, pero el daño sufrido fue tan severo que la nave nunca volvió a navegar—. Tras retirarse a la Isla de Francia, Rowley solicitó que los refuerzos se desviaran de otras tareas en la región para reemplazar sus barcos perdidos y romper el bloqueo francés de la Isla Bourbon, liderada por Bouvet. Estas fragatas británicas recién llegadas, navegando en aguas desconocidas, se convirtieron en objetivos para Hamelin. En la segunda ocasión, Rowley pudo perseguir y capturar a Hamelin y su buque insignia Vénus, poniendo fin a su carrera de ataque y las actividades de su escuadrón, quien permaneció en la Isla de Francia hasta que todos fueron capturados en el otoño de 1810, por una flota invasora bajo el mando del vicealmirante Albemarle Bertie.
En Francia, la acción fue recibida con una gran celebración, y se convirtió en la única batalla naval conmemorada en el Arco de Triunfo de París. La respuesta británica fue abatida, aunque los cuatro capitanes fueron posteriormente destituidos y elogiados en sus tribunales de guerra que investigaban la pérdida de sus barcos. La única crítica fue de Willoughby, quien fue acusado de dar una señal engañosa al indicar que los franceses eran de fuerza inferior el 22 de agosto. El historiador contemporáneo William James describió la reacción británica a la batalla como «el comportamiento noble de sus oficiales y la tripulación arrojó un halo de gloria como la vuelta de la derrota en el Grand Port, que, en la opinión pública, al menos, la pérdida de cuatro fragatas apenas fue considerado una desgracia». También señala que «Ningún caso del que tengamos conocimiento afecta más profundamente al carácter de la Royal Navy que la derrota que sufrió en Grand Port». El 30 de diciembre de 1899, se erigió un monumento en el puerto de Grand Port en memoria de los marineros británicos y franceses que murieron en el enfrentamiento.

## Literatura
La batalla atrajo la atención de los autores de Gran Bretaña y Francia, que ofrece en el 1843 la novela de Georges por Alejandro Dumas, Dead Reckoning(1978) por Cyril Northcote Parkinson y la novela de 1977 The Mauritius Command, por Patrick O'Brian.

## Monumentos
El 30 de diciembre de 1899, se erigió un monumento en el puerto de Grand Port en memoria de los marineros británicos y franceses que murieron en el enfrentamiento.

## Orden de la Batalla
| Escuadrón del capitán Pym | Escuadrón del capitán Pym | Escuadrón del capitán Pym | Escuadrón del capitán Pym | Escuadrón del capitán Pym | Escuadrón del capitán Pym | Escuadrón del capitán Pym | Escuadrón del capitán Pym | Escuadrón del capitán Pym            | Escuadrón del capitán Pym | Escuadrón del capitán Pym |
| Barcos | Rango                     | Cañones                   | Armada                    | Comandante                | Damnificados              | Damnificados              | Damnificados              | Notas                                |                           |                           |
| Barcos | Rango                     | Cañones                   | Armada                    | Comandante                | Muertos                   | Heridos                   | Total                     | Notas                                |                           |                           |
| --- | ------------------------- | ------------------------- | ------------------------- | ------------------------- | ------------------------- | ------------------------- | ------------------------- | ------------------------------------ | ------------------------- | ------------------------- |
| HMS Sirius | Quinto rango              | 36                        |                           | Capitán Samuel Pym        | 0                         | 0                         | 0                         | Se escabulló para evitar la captura. |                           |                           |
| HMS Iphigenia | Quinto rango              | 36                        |                           | Capitán Henry Lambert     | 5                         | 13                        | 18                        | Se entregó el 27 de agosto.          |                           |                           |
| HMS Nereide | Quinto rango              | 32                        |                           | Capitán Nesbit Willoughby | 92                        | 130                       | 222                       | Se rindió el 24 de agosto.           |                           |                           |
| HMS Magicienne | Quinto rango              | 32                        |                           | Capitán Lucius Curtis     | 8                         | 20                        | 28                        | Se escabulló para evitar la captura. |                           |                           |
| Bajas: 105 muertos, 163 heridos, 268 total, todos los supervivientes capturados El total británico no incluye los 13 muertos y 33 heridos en acciones preliminares entre el 10 y el 20 de agosto. |                           |                           |                           |                           |                           |                           |                           |                                      |                           |                           |

| Escuadrón del capitán Duperré | Escuadrón del capitán Duperré | Escuadrón del capitán Duperré | Escuadrón del capitán Duperré | Escuadrón del capitán Duperré                         | Escuadrón del capitán Duperré | Escuadrón del capitán Duperré | Escuadrón del capitán Duperré | Escuadrón del capitán Duperré            | Escuadrón del capitán Duperré | Escuadrón del capitán Duperré |
| Barcos | Rango                         | Cañones                       | Armada                        | Comandante                                            | Damnificados                  | Damnificados                  | Damnificados                  | Notas                                    |                               |                               |
| Barcos | Rango                         | Cañones                       | Armada                        | Comandante                                            | Muertos                       | Heridos                       | Total                         | Notas                                    |                               |                               |
| --- | ----------------------------- | ----------------------------- | ----------------------------- | ----------------------------------------------------- | ----------------------------- | ----------------------------- | ----------------------------- | ---------------------------------------- | ----------------------------- | ----------------------------- |
| Bellone | Quinto rango                  | 40                            |                               | Capitán Guy-Victor Duperré                            | 13                            | 35                            | 48                            |                                          |                               |                               |
| Minerve | Quinto rango                  | 48                            |                               | Capitán Pierre Bouvet                                 | 15                            | 42                            | 57                            |                                          |                               |                               |
| Victor | Corvette                      | 18                            |                               | Teniente Nicolas Morice Reemplazado por Henri Moisson | 4                             | 1                             | 5                             |                                          |                               |                               |
| Ceylón | Capturado East Indiaman       | 26                            |                               | Teniente Vincent Moulac                               | 4                             | 19                            | 23                            |                                          |                               |                               |
| Windham | Capturado East Indiaman       | 26                            |                               | Alfére< de varilla                                    | 0                             | 0                             | 0                             | Capturado por HMS Sirius el 21 de agosto |                               |                               |
| Bajas: 36 muertos, 112 heridosEl total francés no incluye a los muertos o heridos en las acciones preliminares entre el 10 y el 20 de agosto, pero sí incluye 15 heridos en tierra durante la batalla. |                               |                               |                               |                                                       |                               |                               |                               |                                          |                               |                               |
| Refuerzs del comandante Hamelin |                               |                               |                               |                                                       |                               |                               |                               |                                          |                               |                               |
| Vénus | Quinto rango                  | 40                            |                               | Comandante Jacques Hamelin                            | —                             | —                             | —                             |                                          |                               |                               |
| Manche | Quinto rango                  | 40                            |                               | Capitán Jean Dornal de Guy                            | —                             | —                             | —                             |                                          |                               |                               |
| Astrée | Quinto rango                  | 40                            |                               | Capitán René Le Marant                                | —                             | —                             | —                             |                                          |                               |                               |
| Entreprenant | Bergantín                     | 16                            |                               | Capitán Pierre Bouvet                                 | —                             | —                             | —                             |                                          |                               |                               |
| Fuentes: Macmillan pp. 29–37, James pp.273–289 |                               |                               |                               |                                                       |                               |                               |                               |                                          |                               |                               |